# Sapillos

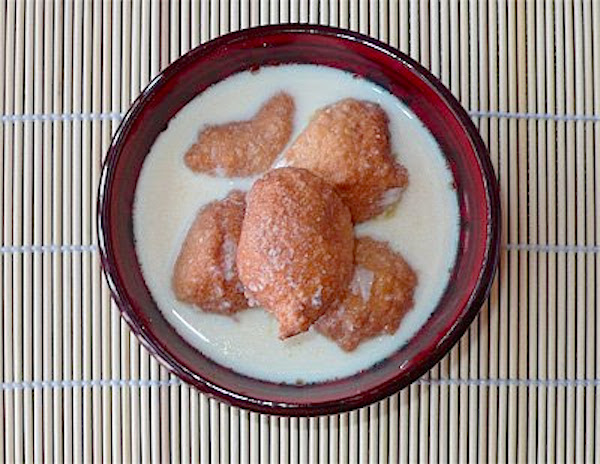
Sapillos o repápalos dulces

Los sapillos (denominados también como repápalos o pelluelas dulces) es un dulce preparado como una fruta de sartén popular en Extremadura y sobre todo en comarcas del norte de la provincia de Cáceres, como el Jerte, la Vera y Campo Arañuelo. Su origen se remonta a la cocina sefardí.
Es muy habitual que se sirvan en el periodo de Semana Santa.

## Descripción
Los sapillos consisten en una masa de pan duro remojada en leche con huevo, y aromatizada con limón y canela. Esta masa posteriormente se fríe en aceite de oliva hirviendo (fruta de sartén) hasta que dora. Se elabora en pequeñas porciones con forma de pequeñas bolas  y se suele servir en pequeños platitos hondos , en algunas ocasiones sirven en un tazón con un poco de leche de su propia cocción. Es habitual este postre en los meses de verano.